# Palmarès du double mixte des Internationaux de France
Pour un article plus général, voir Internationaux de France de tennis.
Ce tableau présente le palmarès du double mixte des Internationaux de France de tennis depuis la première apparition en 1902 d'un tableau de double mixte au Championnat de France de tennis, précurseur des actuels Internationaux de France.

## Palmarès du double mixte
| No                                            | Date       | Nom et lieu du tournoi                     | Catégorie                                  | Dotation                                   | Surface                                    | Vainqueures                                | Finalistes                                 | Score                                      |                                            |
| --------------------------------------------- | ---------- | ------------------------------------------ | ------------------------------------------ | ------------------------------------------ | ------------------------------------------ | ------------------------------------------ | ------------------------------------------ | ------------------------------------------ | ------------------------------------------ |
| Championnat de France amateurs international, |            |                                            |                                            |                                            |                                            |                                            |                                            |                                            |                                            |
| 1                                             | 18-06-1902 | Championnat de France Paris                | G. Chelem                                  | NC                                         | Terre (ext.)                               | Hélène Prévost Réginald Forbes             | Adine Masson Willy Masson                  | 6-3, 6-3                                   | Tableau                                    |
| 2                                             | ??-05-1903 | Championnat de France Paris                | G. Chelem                                  | NC                                         | Terre (ext.)                               | Hélène Prévost Réginald Forbes             | NC                                         | NC                                         | Tableau                                    |
| 3                                             | ??-05-1904 | Championnat de France Paris                | G. Chelem                                  | NC                                         | Terre (ext.)                               | Kate Gillou Max Decugis                    | NC                                         | NC                                         | Tableau                                    |
| 4                                             | ??-05-1905 | Championnat de France Paris                | G. Chelem                                  | NC                                         | Terre (ext.)                               | Yvonne de Pfeffel Max Decugis              | NC                                         | NC                                         | Tableau                                    |
| 5                                             | ??-05-1906 | Championnat de France Paris                | G. Chelem                                  | NC                                         | Terre (ext.)                               | Yvonne de Pfeffel Max Decugis              | NC                                         | NC                                         | Tableau                                    |
| 6                                             | ??-05-1907 | Championnat de France Paris                | G. Chelem                                  | NC                                         | Terre (ext.)                               | A. Péan Robert Wallet                      | NC                                         | NC                                         | Tableau                                    |
| 7                                             | ??-05-1908 | Championnat de France Paris                | G. Chelem                                  | NC                                         | Terre (ext.)                               | Kate Gillou Max Decugis                    | NC                                         | NC                                         | Tableau                                    |
| 8                                             | ??-05-1909 | Championnat de France Bordeaux             | G. Chelem                                  | NC                                         | Terre (ext.)                               | Jeanne Matthey Max Decugis                 | NC                                         | NC                                         | Tableau                                    |
| 9                                             | ??-05-1910 | Championnat de France Paris                | G. Chelem                                  | NC                                         | Terre (ext.)                               | Marguerite Mény É. Mény de Marangue        | NC                                         | NC                                         | Tableau                                    |
| 10                                            | ??-05-1911 | Championnat de France Paris                | G. Chelem                                  | NC                                         | Terre (ext.)                               | Marguerite Broquedis André Gobert          | Marguerite Mény É. Mény de Marangue        | 6-4, 6-3                                   | Tableau                                    |
| 11                                            | ??-05-1912 | Championnat de France Paris                | G. Chelem                                  | NC                                         | Terre (ext.)                               | Daisy Speranza William Laurentz            | NC                                         | NC                                         | Tableau                                    |
| 12                                            | ??-05-1913 | Championnat de France Paris                | G. Chelem                                  | NC                                         | Terre (ext.)                               | Daisy Speranza William Laurentz            | NC                                         | NC                                         | Tableau                                    |
| 13                                            | 17-06-1914 | Championnat de France Paris                | G. Chelem                                  | NC                                         | Terre (ext.)                               | Suzanne Lenglen Max Decugis                | NC                                         | NC                                         | Tableau                                    |
| 14                                            | 05-06-1920 | Championnat de France Paris                | G. Chelem                                  | NC                                         | Terre (ext.)                               | Suzanne Lenglen Max Decugis                | Marie Conquet Marcel Dupont                | 6-0, 6-3                                   | Tableau                                    |
| 15                                            | 12-05-1921 | Championnat de France Paris                | G. Chelem                                  | NC                                         | Terre (ext.)                               | Suzanne Lenglen Jacques Brugnon            | Marguerite Broquedis Max Decugis           | 6-4, 6-1                                   | Tableau                                    |
| 16                                            | 03-06-1922 | Championnat de France Paris                | G. Chelem                                  | NC                                         | Terre (ext.)                               | Suzanne Lenglen Jacques Brugnon            | Germaine Golding Jean Borotra              | 6-0, 6-0                                   | Tableau                                    |
| 17                                            | ??-05-1923 | Championnat de France Paris                | G. Chelem                                  | NC                                         | Terre (ext.)                               | Suzanne Lenglen Jacques Brugnon            | Yvonne Bourgeois Henri Cochet              | 6-1, 7-5                                   | Tableau                                    |
| 18                                            | ??-05-1924 | Championnat de France Paris                | G. Chelem                                  | NC                                         | Terre (ext.)                               | Marguerite Broquedis Jean Borotra          | NC                                         | NC                                         | Tableau                                    |
| Internationaux de France amateurs             |            |                                            |                                            |                                            |                                            |                                            |                                            |                                            |                                            |
| 19                                            | 27-05-1925 | Internationaux de France Paris             | G. Chelem                                  | NC                                         | Terre (ext.)                               | Suzanne Lenglen Jacques Brugnon            | Julie Vlasto Henri Cochet                  | 6-2, 6-2                                   | Tableau                                    |
| 20                                            | 02-06-1926 | Internationaux de France Paris             | G. Chelem                                  | NC                                         | Terre (ext.)                               | Suzanne Lenglen Jacques Brugnon            | Suzanne Le Besnerais Jean Borotra          | 6-4, 6-3                                   | Tableau                                    |
| 21                                            | 24-05-1927 | Internationaux de France Paris             | G. Chelem                                  | NC                                         | Terre (ext.)                               | Marguerite Broquedis Jean Borotra          | Lilí Álvarez Bill Tilden                   | 6-4, 2-6, 6-2                              | Tableau                                    |
| 22                                            | 20-05-1928 | Internationaux de France Paris             | G. Chelem                                  | NC                                         | Terre (ext.)                               | Eileen Bennett Henri Cochet                | Helen Wills Francis Hunter                 | 6-3, 6-3                                   | Tableau                                    |
| 23                                            | 20-05-1929 | Internationaux de France Paris             | G. Chelem                                  | NC                                         | Terre (ext.)                               | Eileen Bennett Henri Cochet                | Helen Wills Francis Hunter                 | 6-3, 6-2                                   | Tableau                                    |
| 24                                            | 15-05-1930 | Internationaux de France Paris             | G. Chelem                                  | NC                                         | Terre (ext.)                               | Cilly Aussem Bill Tilden                   | Eileen Bennett Henri Cochet                | 6-4, 6-4                                   | Tableau                                    |
| 25                                            | 25-05-1931 | Internationaux de France Paris             | G. Chelem                                  | NC                                         | Terre (ext.)                               | Betty Nuthall Patrick Spence               | Dorothy Shepherd Henry Austin              | 6-3, 5-7, 6-3                              | Tableau                                    |
| 26                                            | 22-05-1932 | Internationaux de France Paris             | G. Chelem                                  | NC                                         | Terre (ext.)                               | Betty Nuthall Fred Perry                   | Helen Wills Sidney Wood                    | 6-4, 6-2                                   | Tableau                                    |
| 27                                            | 22-05-1933 | Internationaux de France Paris             | G. Chelem                                  | NC                                         | Terre (ext.)                               | Margaret Scriven Jack Crawford             | Betty Nuthall Fred Perry                   | 6-2, 6-3                                   | Tableau                                    |
| 28                                            | 23-05-1934 | Internationaux de France Paris             | G. Chelem                                  | NC                                         | Terre (ext.)                               | Colette Rosambert Jean Borotra             | Elizabeth Ryan Adrian Quist                | 6-2, 6-4                                   | Tableau                                    |
| 29                                            | 20-05-1935 | Internationaux de France Paris             | G. Chelem                                  | NC                                         | Terre (ext.)                               | Lolette Payot Marcel Bernard               | Sylvie Jung André Martin-Legeay            | 4-6, 6-2, 6-4                              | Tableau                                    |
| 30                                            | 19-05-1936 | Internationaux de France Paris             | G. Chelem                                  | NC                                         | Terre (ext.)                               | Billie Yorke Marcel Bernard                | Sylvie Jung André Martin-Legeay            | 7-5, 6-8, 6-3                              | Tableau                                    |
| 31                                            | 18-05-1937 | Internationaux de France Paris             | G. Chelem                                  | NC                                         | Terre (ext.)                               | Simonne Mathieu Yvon Petra                 | Marie Luise Horn Roland Journu             | 7-5, 7-5                                   | Tableau                                    |
| 32                                            | 02-06-1938 | Internationaux de France Paris             | G. Chelem                                  | NC                                         | Terre (ext.)                               | Simonne Mathieu Dragutin Mitić             | Nancye Wynne Christian Boussus             | 2-6, 6-3, 6-4                              | Tableau                                    |
| 33                                            | 08-06-1939 | Internationaux de France Paris             | G. Chelem                                  | NC                                         | Terre (ext.)                               | Sarah Fabyan Elwood Cooke                  | Simonne Mathieu Franjo Kukuljevic          | 4-6, 6-1, 7-5                              | Tableau                                    |
| 34                                            | 18-07-1946 | Internationaux de France Paris             | G. Chelem                                  | NC                                         | Terre (ext.)                               | Pauline Betz Budge Patty                   | Dorothy Bundy Tom Brown                    | 7-5, 9-7                                   | Tableau                                    |
| 35                                            | 14-07-1947 | Internationaux de France Paris             | G. Chelem                                  | NC                                         | Terre (ext.)                               | Sheila Piercey Eric Sturgess               | Jadwiga Jędrzejowska Cristea Caralulis     | 6-0, 6-0                                   | Tableau                                    |
| 36                                            | 19-05-1948 | Internationaux de France Paris             | G. Chelem                                  | NC                                         | Terre (ext.)                               | Patricia Canning Todd Jaroslav Drobný      | Doris Hart Frank Sedgman                   | 6-3, 3-6, 6-3                              | Tableau                                    |
| 37                                            | 18-05-1949 | Internationaux de France Paris             | G. Chelem                                  | NC                                         | Terre (ext.)                               | Sheila Piercey Eric Sturgess               | Jean Quertier Gerald Oakley                | 6-1, 6-1                                   | Tableau                                    |
| 38                                            | 24-05-1950 | Internationaux de France Paris             | G. Chelem                                  | NC                                         | Terre (ext.)                               | Barbara Scofield Enrique Morea             | Patricia Canning Todd Bill Talbert         | Forfait                                    | Tableau                                    |
| 39                                            | 23-05-1951 | Internationaux de France Paris             | G. Chelem                                  | NC                                         | Terre (ext.)                               | Doris Hart Frank Sedgman                   | Thelma Coyne Long Mervyn Rose              | 7-5, 6-2                                   | Tableau                                    |
| 40                                            | 20-05-1952 | Internationaux de France Paris             | G. Chelem                                  | NC                                         | Terre (ext.)                               | Doris Hart Frank Sedgman                   | Shirley Fry Eric Sturgess                  | 6-8, 6-3, 6-3                              | Tableau                                    |
| 41                                            | 20-05-1953 | Internationaux de France Paris             | G. Chelem                                  | NC                                         | Terre (ext.)                               | Doris Hart Vic Seixas                      | Maureen Connolly Mervyn Rose               | 4-6, 6-4, 6-0                              | Tableau                                    |
| 42                                            | 17-05-1954 | Internationaux de France Paris             | G. Chelem                                  | NC                                         | Terre (ext.)                               | Maureen Connolly Lew Hoad                  | Jacqueline Patorni Rex Hartwig             | 6-4, 6-3                                   | Tableau                                    |
| 43                                            | 23-05-1955 | Internationaux de France Paris             | G. Chelem                                  | NC                                         | Terre (ext.)                               | Darlene Hard Gordon Forbes                 | Jenny Staley Luis Ayala                    | 5-7, 6-1, 6-2                              | Tableau                                    |
| 44                                            | 15-05-1956 | Internationaux de France Paris             | G. Chelem                                  | NC                                         | Terre (ext.)                               | Thelma Coyne Long Luis Ayala               | Darlene Hard Robert Howe                   | 4-6, 6-4, 6-1                              | Tableau                                    |
| 45                                            | 20-05-1957 | Internationaux de France Paris             | G. Chelem                                  | NC                                         | Terre (ext.)                               | Věra Pužejová Jiří Javorský                | Edda Buding Luis Ayala                     | 6-3, 6-3                                   | Tableau                                    |
| 46                                            | 20-05-1958 | Internationaux de France Paris             | G. Chelem                                  | NC                                         | Terre (ext.)                               | Shirley Bloomer Nicola Pietrangeli         | Lorraine Coghlan Robert Howe               | 9-7, 6-8, 6-2                              | Tableau                                    |
| 47                                            | 19-05-1959 | Internationaux de France Paris             | G. Chelem                                  | NC                                         | Terre (ext.)                               | Yola Ramírez William Knight                | Renee Schuurman Rod Laver                  | 6-4, 6-4                                   | Tableau                                    |
| 48                                            | 17-05-1960 | Internationaux de France Paris             | G. Chelem                                  | NC                                         | Terre (ext.)                               | Maria Bueno Robert Howe                    | Ann Haydon Roy Emerson                     | 1-6, 6-1, 6-2                              | Tableau                                    |
| 49                                            | 15-05-1961 | Internationaux de France Paris             | G. Chelem                                  | NC                                         | Terre (ext.)                               | Darlene Hard Rod Laver                     | Věra Suková Jiří Javorský                  | 6-0, 2-6, 6-3                              | Tableau                                    |
| 50                                            | 21-05-1962 | Internationaux de France Paris             | G. Chelem                                  | NC                                         | Terre (ext.)                               | Renee Schuurman Robert Howe                | Lesley Turner Fred Stolle                  | 3-6, 6-4, 6-4                              | Tableau                                    |
| 51                                            | 13-05-1963 | Internationaux de France Paris             | G. Chelem                                  | NC                                         | Terre (ext.)                               | Margaret Smith Ken Fletcher                | Lesley Turner Fred Stolle                  | 6-1, 6-2                                   | Tableau                                    |
| 52                                            | 18-05-1964 | Internationaux de France Paris             | G. Chelem                                  | NC                                         | Terre (ext.)                               | Margaret Smith Ken Fletcher                | Lesley Turner Fred Stolle                  | 6-3, 6-4                                   | Tableau                                    |
| 53                                            | 17-05-1965 | Internationaux de France Paris             | G. Chelem                                  | NC                                         | Terre (ext.)                               | Margaret Smith Ken Fletcher                | Maria Bueno John Newcombe                  | 6-4, 6-4                                   | Tableau                                    |
| 54                                            | 23-05-1966 | Internationaux de France Paris             | G. Chelem                                  | NC                                         | Terre (ext.)                               | Annette Van Zyl Frew McMillan              | Ann Haydon-Jones Clark Graebner            | 1-6, 6-3, 6-2                              | Tableau                                    |
| 55                                            | 22-05-1967 | Internationaux de France Paris             | G. Chelem                                  | NC                                         | Terre (ext.)                               | Billie Jean King Owen Davidson             | Ann Haydon-Jones Ion Țiriac                | 6-3, 6-1                                   | Tableau                                    |
| Ère Open                                      |            |                                            |                                            |                                            |                                            |                                            |                                            |                                            |                                            |
| 56                                            | 27-05-1968 | Internationaux de France Paris             | G. Chelem                                  | NC                                         | Terre (ext.)                               | Françoise Dürr Jean-Claude Barclay         | Billie Jean King Owen Davidson             | 6-1, 6-4                                   | Tableau                                    |
| 57                                            | 26-05-1969 | Internationaux de France Paris             | G. Chelem                                  | NC                                         | Terre (ext.)                               | Margaret Smith Court Marty Riessen         | Françoise Dürr Jean-Claude Barclay         | 6-3, 6-2                                   | Tableau                                    |
| 58                                            | 26-05-1970 | Internationaux de France Paris             | G. Chelem                                  | NC                                         | Terre (ext.)                               | Billie Jean King Bob Hewitt                | Françoise Dürr Jean-Claude Barclay         | 3-6, 6-4, 6-2                              | Tableau                                    |
| 59                                            | 24-05-1971 | Roland-Garros Paris                        | G. Chelem                                  | NC                                         | Terre (ext.)                               | Françoise Dürr Jean-Claude Barclay         | Winnie Shaw Toomas Leius                   | 6-2, 6-4                                   | Tableau                                    |
| 60                                            | 22-05-1972 | Roland-Garros Paris                        | G. Chelem                                  | NC                                         | Terre (ext.)                               | Evonne Goolagong Kim Warwick               | Françoise Dürr Jean-Claude Barclay         | 6-2, 6-4                                   | Tableau                                    |
| 61                                            | 21-05-1973 | Roland-Garros Paris                        | G. Chelem                                  | NC                                         | Terre (ext.)                               | Françoise Dürr Jean-Claude Barclay         | Betty Stöve Patrice Dominguez              | 6-1, 6-4                                   | Tableau                                    |
| 62                                            | 03-06-1974 | Roland-Garros Paris                        | G. Chelem                                  | NC                                         | Terre (ext.)                               | Martina Navrátilová Iván Molina            | Rosie Darmon Marcello Lara                 | 6-3, 6-3                                   | Tableau                                    |
| 63                                            | 02-06-1975 | Roland-Garros Paris                        | G. Chelem                                  | NC                                         | Terre (ext.)                               | Fiorella Bonicelli Thomaz Koch             | Pam Teeguarden Jaime Fillol                | 6-4, 7-6                                   | Tableau                                    |
| 64                                            | 31-05-1976 | Roland-Garros Paris                        | G. Chelem                                  | NC                                         | Terre (ext.)                               | Ilana Kloss Kim Warwick                    | Linky Boshoff Colin Dowdeswell             | 5-7, 7-6, 6-2                              | Tableau                                    |
| 65                                            | 23-05-1977 | Roland-Garros Paris                        | G. Chelem                                  | 35 000 $                                   | Terre (ext.)                               | Mary Carillo John McEnroe                  | Florenta Mihai Iván Molina                 | 7-6, 6-3                                   | Tableau                                    |
| 66                                            | 29-05-1978 | Roland-Garros Paris                        | G. Chelem                                  | 337 000 $                                  | Terre (ext.)                               | Renáta Tomanová Pavel Složil               | Virginia Ruzici Patrice Dominguez          | 7-6, ab.                                   | Tableau                                    |
| 67                                            | 28-05-1979 | Roland-Garros Paris                        | G. Chelem                                  | 375 000 $                                  | Terre (ext.)                               | Wendy Turnbull Bob Hewitt                  | Virginia Ruzici Ion Țiriac                 | 6-3, 2-6, 6-1                              | Tableau                                    |
| 68                                            | 26-05-1980 | Roland-Garros Paris                        | G. Chelem                                  | 250 000 $                                  | Terre (ext.)                               | Anne Smith Billy Martin                    | Renáta Tomanová Stanislav Birner           | 2-6, 6-4, 8-6                              | Tableau                                    |
| 69                                            | 25-05-1981 | Roland-Garros Paris                        | G. Chelem                                  | 300 000 $                                  | Terre (ext.)                               | Andrea Jaeger Jimmy Arias                  | Betty Stöve Fred McNair                    | 7-6, 6-4                                   | Tableau                                    |
| 70                                            | 24-05-1982 | Roland-Garros Paris                        | G. Chelem                                  | 367 500 $                                  | Terre (ext.)                               | Wendy Turnbull John Lloyd                  | Cláudia Monteiro Cássio Motta              | 6-2, 7-610                                 | Tableau                                    |
| 71                                            | 23-05-1983 | Roland-Garros Paris                        | G. Chelem                                  | 350 000 $                                  | Terre (ext.)                               | Barbara Jordan Eliot Teltscher             | Leslie Allen Charles Buzz Strode           | 6-2, 6-3                                   | Tableau                                    |
| 72                                            | 28-05-1984 | Roland-Garros Paris                        | G. Chelem                                  | 680 000 $                                  | Terre (ext.)                               | Anne Smith Dick Stockton                   | Anne Minter Laurie Warder                  | 6-2, 6-4                                   | Tableau                                    |
| 73                                            | 27-05-1985 | Roland-Garros Paris                        | G. Chelem                                  | 800 000 $                                  | Terre (ext.)                               | Martina Navrátilová Heinz Günthardt        | Paula Smith Francisco González             | 2-6, 6-3, 6-2                              | Tableau                                    |
| 74                                            | 26-05-1986 | Roland-Garros Paris                        | G. Chelem                                  | 930 000 $                                  | Terre (ext.)                               | Kathy Jordan Ken Flach                     | Rosalyn Fairbank Mark Edmondson            | 3-6, 7-6, 6-3                              | Tableau                                    |
| 75                                            | 25-05-1987 | Roland-Garros Paris                        | G. Chelem                                  | 1 085 000 $                                | Terre (ext.)                               | Pam Shriver Emilio Sánchez                 | Lori McNeil Sherwood Stewart               | 6-3, 7-65                                  | Tableau                                    |
| 76                                            | 23-05-1988 | Roland-Garros Paris                        | G. Chelem                                  | 1 488 000 $                                | Terre (ext.)                               | Lori McNeil Jorge Lozano                   | Brenda Schultz Michiel Schapers            | 7-5, 6-2                                   | Tableau                                    |
| 77                                            | 29-05-1989 | Roland-Garros Paris                        | G. Chelem                                  | 1 875 000 $                                | Terre (ext.)                               | Manon Bollegraf Tom Nijssen                | Arantxa Sánchez Horacio de la Peña         | 6-3, 6-73, 6-2                             | Tableau                                    |
| 78                                            | 28-05-1990 | Roland-Garros Paris                        | G. Chelem                                  | 2 019 720 $                                | Terre (ext.)                               | Arantxa Sánchez Jorge Lozano               | Nicole Provis Danie Visser                 | 7-64, 7-64                                 | Tableau                                    |
| 79                                            | 27-05-1991 | Roland-Garros Paris                        | G. Chelem                                  | 2 698 740 $                                | Terre (ext.)                               | Helena Suková Cyril Suk                    | Caroline Vis Paul Haarhuis                 | 3-6, 6-4, 6-1                              | Tableau                                    |
| 80                                            | 25-05-1992 | Roland-Garros Paris                        | G. Chelem                                  | 3 277 836 $                                | Terre (ext.)                               | Arantxa Sánchez Todd Woodbridge            | Lori McNeil Bryan Shelton                  | 6-2, 6-3                                   | Tableau                                    |
| 81                                            | 24-05-1993 | Roland-Garros Paris                        | G. Chelem                                  | 3 456 143 $                                | Terre (ext.)                               | Eugenia Maniokova Andreï Olhovskiy         | Elna Reinach Danie Visser                  | 6-2, 4-6, 6-4                              | Tableau                                    |
| 82                                            | 23-05-1994 | Roland-Garros Paris                        | G. Chelem                                  | 3 561 928 $                                | Terre (ext.)                               | Kristie Boogert Menno Oosting              | Larisa Neiland Andreï Olhovskiy            | 7-5, 3-6, 7-5                              | Tableau                                    |
| 83                                            | 29-05-1995 | Roland-Garros Paris                        | G. Chelem                                  | 3 963 100 $                                | Terre (ext.)                               | Larisa Neiland Mark Woodforde              | Jill Hetherington John-Laffnie de Jager    | 7-68, 7-64                                 | Tableau                                    |
| 84                                            | 27-05-1996 | Roland-Garros Paris                        | G. Chelem                                  | 4 456 343 $                                | Terre (ext.)                               | Patricia Tarabini Javier Frana             | Nicole Arendt Luke Jensen                  | 6-2, 6-2                                   | Tableau                                    |
| 85                                            | 26-05-1997 | Roland-Garros Paris                        | G. Chelem                                  | 4 566 003 $                                | Terre (ext.)                               | Rika Hiraki Mahesh Bhupathi                | Lisa Raymond Patrick Galbraith             | 6-4, 6-1                                   | Tableau                                    |
| 86                                            | 25-05-1998 | Roland-Garros Paris                        | G. Chelem                                  | 4 105 011 $                                | Terre (ext.)                               | Venus Williams Justin Gimelstob            | Serena Williams Luis Lobo                  | 6-4, 6-4                                   | Tableau                                    |
| 87                                            | 24-05-1999 | Roland-Garros Paris                        | G. Chelem                                  | 4 407 123 $                                | Terre (ext.)                               | Katarina Srebotnik Piet Norval             | Larisa Neiland Rick Leach                  | 6-3, 3-6, 6-3                              | Tableau                                    |
| 88                                            | 29-05-2000 | Roland-Garros Paris                        | G. Chelem                                  | 4 141 085 $                                | Terre (ext.)                               | Mariaan de Swardt David Adams              | Rennae Stubbs Todd Woodbridge              | 6-3, 3-6, 6-3                              | Tableau                                    |
| 89                                            | 28-05-2001 | Roland-Garros Paris                        | G. Chelem                                  | 3 745 147 $                                | Terre (ext.)                               | Virginia Ruano Pascual Tomás Carbonell     | Paola Suárez Jaime Oncins                  | 7-5, 6-3                                   | Tableau                                    |
| 90                                            | 27-05-2002 | Roland-Garros Paris                        | G. Chelem                                  | 5 011 256 $                                | Terre (ext.)                               | Cara Black Wayne Black                     | Elena Bovina Mark Knowles                  | 6-3, 6-3                                   | Tableau                                    |
| 91                                            | 26-05-2003 | Roland-Garros Paris                        | G. Chelem                                  | 6 225 054 $                                | Terre (ext.)                               | Lisa Raymond Mike Bryan                    | Elena Likhovtseva Mahesh Bhupathi          | 6-3, 6-4                                   | Tableau                                    |
| 92                                            | 24-05-2004 | Roland-Garros Paris                        | G. Chelem                                  | 5 982 126 $                                | Terre (ext.)                               | Tatiana Golovin Richard Gasquet            | Cara Black Wayne Black                     | 6-3, 6-4                                   | Tableau                                    |
| 93                                            | 23-05-2005 | Roland-Garros Paris                        | G. Chelem                                  | 5 301 154 $                                | Terre (ext.)                               | Daniela Hantuchová Fabrice Santoro         | Martina Navrátilová Leander Paes           | 3-6, 6-3, 6-2                              | Tableau                                    |
| 94                                            | 29-05-2006 | Roland-Garros Paris                        | G. Chelem                                  | 6 747 626 $                                | Terre (ext.)                               | Katarina Srebotnik Nenad Zimonjić          | Elena Likhovtseva Daniel Nestor            | 6-3, 6-4                                   | Tableau                                    |
| 95                                            | 28-05-2007 | Roland-Garros Paris                        | G. Chelem                                  | 8 978 567 $                                | Terre (ext.)                               | Nathalie Dechy Andy Ram                    | Katarina Srebotnik Nenad Zimonjić          | 7-5, 6-3                                   | Tableau                                    |
| 96                                            | 25-05-2008 | Roland-Garros Paris                        | G. Chelem                                  | 9 711 335 $                                | Terre (ext.)                               | Victoria Azarenka Bob Bryan                | Katarina Srebotnik Nenad Zimonjić          | 6-2, 7-64                                  | Tableau                                    |
| 97                                            | 24-05-2009 | Roland-Garros Paris                        | G. Chelem                                  | 10 009 638 $                               | Terre (ext.)                               | Liezel Huber Bob Bryan                     | Vania King Marcelo Melo                    | 5-7, 7-65, [10-7]                          | Tableau                                    |
| 98                                            | 23-05-2010 | Roland-Garros Paris                        | G. Chelem                                  | 9 938 926 $                                | Terre (ext.)                               | Katarina Srebotnik Nenad Zimonjić          | Yaroslava Shvedova Julian Knowle           | 4-6, 7-65, [11-9]                          | Tableau                                    |
| 99                                            | 22-05-2011 | Roland-Garros Paris                        | G. Chelem                                  | 10 676 582 $                               | Terre (ext.)                               | Casey Dellacqua Scott Lipsky               | Katarina Srebotnik Nenad Zimonjić          | 7-66, 4-6, [10-7]                          | Tableau                                    |
| 100                                           | 27-05-2012 | Roland-Garros Paris                        | G. Chelem                                  | 11 315 740 $                               | Terre (ext.)                               | Sania Mirza Mahesh Bhupathi                | Klaudia Jans-Ignacik Santiago González     | 7-63, 6-1                                  | Tableau                                    |
| 101                                           | 26-05-2013 | Roland-Garros Paris                        | G. Chelem                                  | 12 957 474 $                               | Terre (ext.)                               | Lucie Hradecká František Čermák            | Kristina Mladenovic Daniel Nestor          | 1-6, 6-4, [10-6]                           | Tableau                                    |
| 102                                           | 25-05-2014 | Roland-Garros Paris                        | G. Chelem                                  | 15 598 998 $                               | Terre (ext.)                               | Anna-Lena Grönefeld Jean-Julien Rojer      | Julia Görges Nenad Zimonjić                | 4-6, 6-2, [10-7]                           | Tableau                                    |
| 103                                           | 24-05-2015 | Roland-Garros Paris                        | G. Chelem                                  | 15 980 135 $                               | Terre (ext.)                               | Bethanie Mattek-Sands Mike Bryan           | Lucie Hradecká Marcin Matkowski            | 7-63, 6-1                                  | Tableau                                    |
| 104                                           | 23-05-2016 | Roland-Garros Paris                        | G. Chelem                                  | 16 008 750 $                               | Terre (ext.)                               | Martina Hingis Leander Paes                | Sania Mirza Ivan Dodig                     | 4-6, 6-4, [10-8]                           | Tableau                                    |
| 105                                           | 31-05-2017 | Roland-Garros Paris                        | G. Chelem                                  | 16 790 000 $                               | Terre (ext.)                               | Gabriela Dabrowski Rohan Bopanna           | Anna-Lena Grönefeld Robert Farah           | 2-6, 6-2, [12-10]                          | Tableau                                    |
| 106                                           | 27-05-2018 | Roland-Garros Paris                        | G. Chelem                                  | NC                                         | Terre (ext.)                               | Latisha Chan Ivan Dodig                    | Gabriela Dabrowski Mate Pavić              | 6-1, 65-7, [10-8]                          | Tableau                                    |
| 107                                           | 29-05-2019 | Roland-Garros Paris                        | G. Chelem                                  | 23 029 029 $                               | Terre (ext.)                               | Latisha Chan Ivan Dodig                    | Gabriela Dabrowski Mate Pavić              | 6-1, 7-65                                  | Tableau                                    |
| –                                             | 2020       | Tableau annulé (mesures liées au Covid-19) | Tableau annulé (mesures liées au Covid-19) | Tableau annulé (mesures liées au Covid-19) | Tableau annulé (mesures liées au Covid-19) | Tableau annulé (mesures liées au Covid-19) | Tableau annulé (mesures liées au Covid-19) | Tableau annulé (mesures liées au Covid-19) | Tableau annulé (mesures liées au Covid-19) |
| 108                                           | 04-06-2021 | Roland-Garros Paris                        | G. Chelem                                  | 38 409 679 $                               | Terre (ext.)                               | Desirae Krawczyk Joe Salisbury             | Elena Vesnina Aslan Karatsev               | 2-6, 6-4, [10-5]                           | Tableau                                    |
| 109                                           | 25-05-2022 | Roland-Garros Paris                        | G. Chelem                                  | 43 600 000 $                               | Terre (ext.)                               | Ena Shibahara Wesley Koolhof               | Ulrikke Eikeri Joran Vliegen               | 7-65, 6-2                                  | Tableau                                    |
| 110                                           | 31-05-2023 | Roland-Garros Paris                        | G. Chelem                                  | 49 600 000 $                               | Terre (ext.)                               | Miyu Kato Tim Pütz                         | Bianca Andreescu Michael Venus             | 4-6, 6-4, [10-6]                           | Tableau                                    |
| 111                                           | 29-05-2024 | Roland-Garros Paris                        | G. Chelem                                  | 53 478 000 $                               | Terre (ext.)                               | Laura Siegemund Édouard Roger-Vasselin     | Desirae Krawczyk Neal Skupski              | 6-4, 7-5                                   | Tableau                                    |